# Opius walleyi
Opius walleyi är en stekelart som beskrevs av Fischer 1964. Opius walleyi ingår i släktet Opius och familjen bracksteklar. Inga underarter finns listade i Catalogue of Life.